# أبو سعيد الإصطخري
أبو سعيد, الحسن بن أحمد بن يزيد, الإصطخري الشافعي, فقيه العراق, ورفيقُ ابنِ سُريج.

## نسبه
الحسن بن أحمد بن يزيد بن عيسى بن الفضل بن يسار الإصطخري. أبو سعيد من أئمة الشافعية، كان من نظراء ابن سريج وأقران ابن أبي هريرة. ونسبته إلى اصطخر من بلاد فارس.

## شيوخه وتلاميذه
سمع سعدان بن نصر, وحفص بن عمرو الربالي, وأحمد بن منصور الرمادي, وعباسا الدوري وحنبل بن إسحاق, وغيرهم.
وأخذ عنه: محمد بن المظفر, والدارقطني, وابن شاهين, وأبو الحسن بن الجندي , وآخرون .

## نماذج اقضيته
- ولي قضاء قُمّر وولي حسبة بغداد, فأحرق مكان الملاهي .
- وقد استقضاه المقتدر على سجستان.

## مصنفاته
له تصانيف مفيدة منها:
- كتاب (أدب القضاء)
- كتاب (الأقضية)
- كتاب الشروط والوثائق والمحاضر والسجلات.

ومنها كتاب «أدب القضاء» ليس لأحد مثله.

## وفاته
مات أبو سعيد الإصطخري في جمادى الآخرة سنة 328 للهجرة.